# 徐州市儿童医院
徐州市儿童医院，是中华人民共和国江苏省的一所医院，为三级医院，位于徐州市苏堤北路18号。

## 规模
徐州市儿童医院总床位206张，日门诊量473人次。